# Rana johnsi
Rana johnsi är en groddjursart som beskrevs av Smith 1921. Rana johnsi ingår i släktet Rana och familjen egentliga grodor. IUCN kategoriserar arten globalt som livskraftig. Inga underarter finns listade i Catalogue of Life.